# Raymond Dart

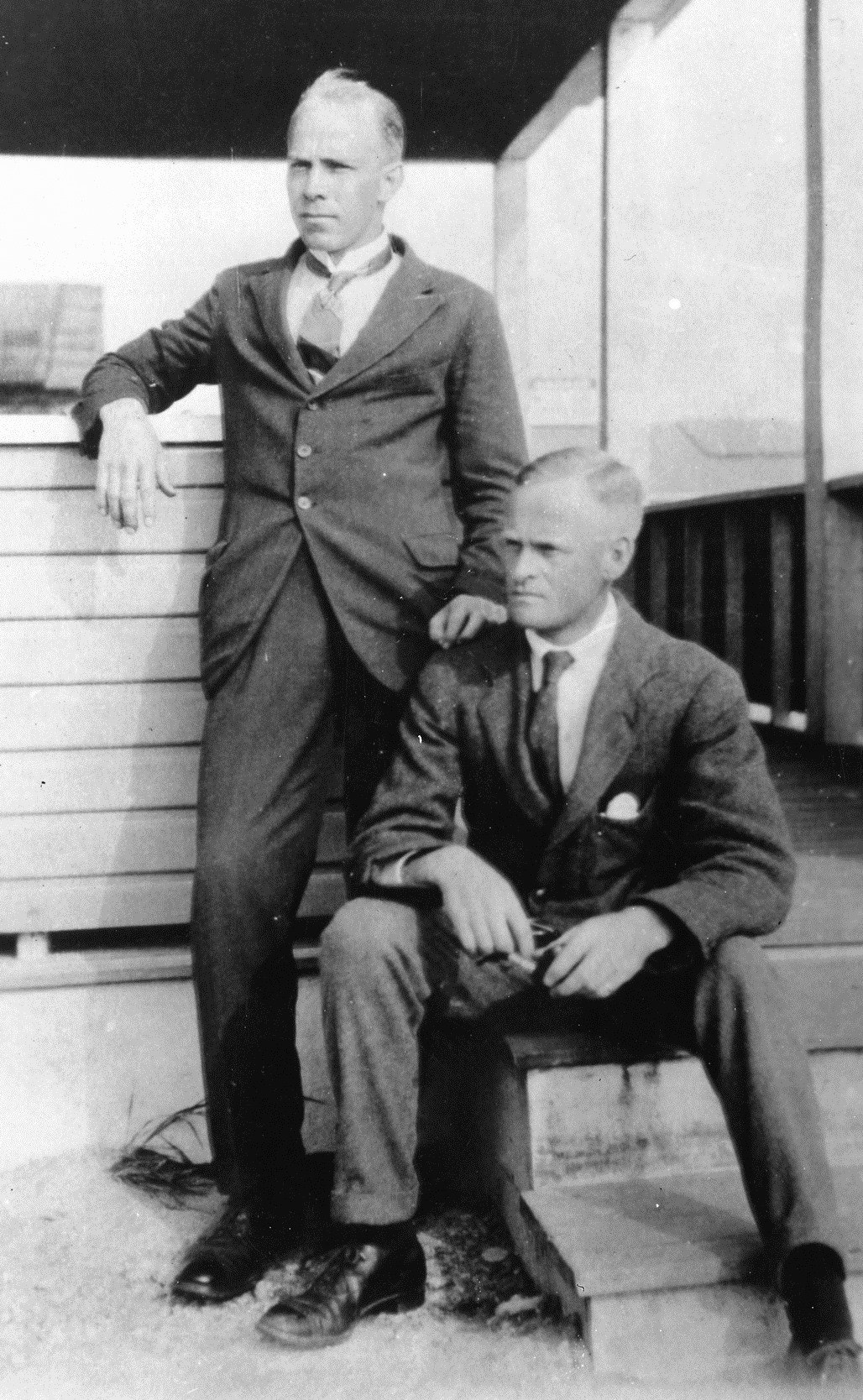
Raymond Arthur Dart i Joseph Lexden Shellshear el 1921

Raymond Dart   (Toowong, 4 de febrer de 1893 - Johannesburg, 22 de novembre de 1988) fou un anatomista i antropòleg australià, que va participar en el descobriment del primer fòssil de l'Australopithecus africanus (el Nen de Taung) el 1924.

## Biografia

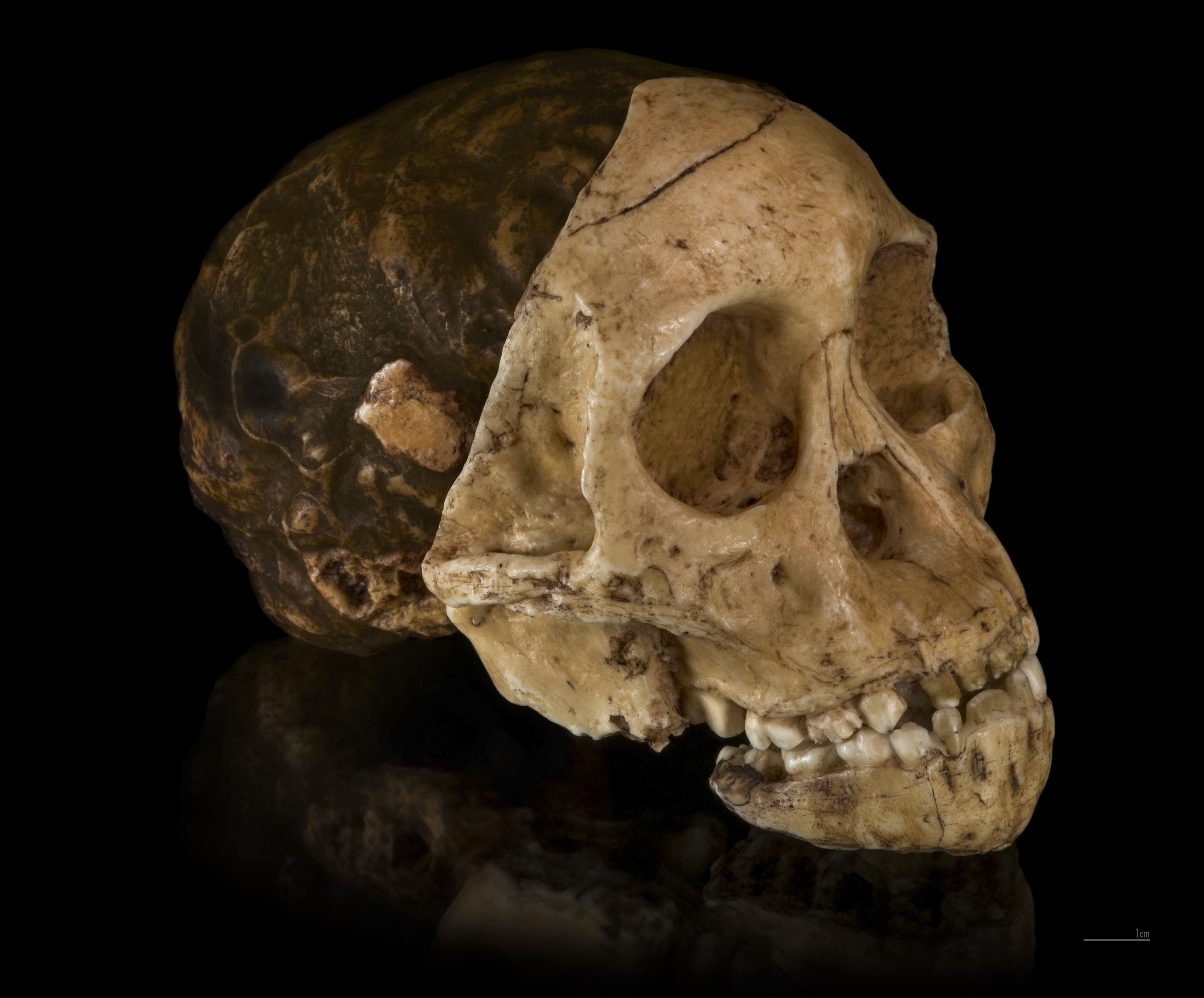
Crani del Nen de Taung

Raymond Arthur Dart va néixer a Toowong (Queensland, Austràlia) el 4 de febrer del 1893 i fou el cinquè de nou fills d'un matrimoni (Samuel Dart, un comerciant nascut a Queensland, i Eliza Ann, de Nova Gal·les del Sud) que vivia en una granja dedicada a la cria de bestiar. Va guanyar una beca per a la Universitat de Queensland a Brisbane on va destacar guanyant altres premis, beques i graduant-se el 1914. Posteriorment, va fer estudis de medicina a la Universitat de Sydney (llicenciatura el 1917 i doctorat el 1927). Més tard, Dart va servir a França i Anglaterra durant la Primera Guerra Mundial abans de passar un any (1920-1921) als Estats Units d'Amèrica amb una beca de la Fundació Rockefeller (majoritàriament a la Universitat Washington de Saint Louis, Missouri). El 3 de setembre del 1921 es va casar amb la divorciada Dora Tyree a Woods Hole (Falmouth, Massachusetts).
El gener del 1923 es va traslladar a Sud-àfrica després de rebre el seu nomenament com a professor d'anatomia de la recentment creada Universitat de Witwatersrand a Johannesburg. A la seua nova destinació va realitzar una sèrie d'estudis amb resultats descoratjadors, ja que, fins al 1924, tan sols un dels seus alumnes havia aconseguit trobar algun fòssil (el crani d'un babuí extret d'una pedrera de pedra calcària situada a Taung, Botswana). Dart va establir negociacions amb els administradors de la pedrera per a la conservació de qualsevol altre exemplar fòssil que descobrissin i el seu enviament posterior a la universitat on treballava. Poc després, Dart va rebre la calavera d'un homínid desconegut fins llavors, la mandíbula i la cavitat cranial del qual suggerien que es tractava d'un simi mentre que la forma de les dents i del crani el van convèncer que havia descobert un avantpassat remot dels humans actuals que caminava dret i al que va denominar Australopithecus africanus (simi austral africà). Dart va escriure un article per a la revista científica Nature descrivint la seua troballa i donant-li el seu nom científic actual, però la comunitat científica britànica la va rebutjar dient que eren les restes d'un mico i que pertanyien a una època geològica massa recent (en aquella època, l'Home de Piltdown era acceptat com un avantpassat humà i el Nen de Taung, amb el seu crani simiesc i les seues dents semblants a les humanes, no encaixava amb la paleontologia de llavors). Dart va viatjar a Londres el 1930 per a defensar el seu descobriment, però la seua troballa es va veure enfosquida pel recent descobriment del crani de l'Home de Pequín. Decebut, Dart va renunciar a la recerca de fòssils durant molts anys i es va concentrar, en canvi, en la seua feina al departament d'anatomia de la Universitat de Witwatersrand on va exercir com a degà entre els anys 1925 i 1943. Fou escollit membre de la Royal Society de Sud-àfrica el 1930.
A finals de la dècada del 1930 i principis de la del 1940, Robert Broom va trobar molts més fòssils d'australopitecins a Sud-àfrica, i a la dècada del 1940, la posició de Dart fou justificada quan molts científics finalment van acceptar que els australopitecs eren homínids. A mitjans de la dècada dels anys quaranta, Dart es va llançar en cerca de nous fòssils i en va trobar al jaciment arqueològic de Makapansgat (Sud-àfrica). Els va anomenar Australopithecus prometheus (avui dia, Australopithecus africanus) en la creença errònia que el seu estat ennegrit assenyalava l'ús del foc (en la mitologia grega, Prometeu fou el tità que va donar el foc als humans). Dart també va concloure, a partir de la seua anàlisi del lloc on va trobar els fòssils, que aquestes criatures havien estat uns caçadors salvatges i assassins assedegats de sang, les tendències violentes dels quals havien deixat la seua empremta en el comportament humà actual. Aquesta idea del "mico assassí" fou popularitzada per l'escriptor Robert Ardrey en llibres com African Genesis (1961) i és la inspiració rere la qual es troba l'escena inicial de la pel·lícula 2001: una odissea de l'espai (1968). Totes aquestes afirmacions foren molt criticades i les investigacions posteriors van demostrar que Dart hi estava equivocat.
Dart fou nomenat doctor honoris causa per les universitats de Natal (1956) i Witwatersrand (1965), i va viure per a veure el 60è aniversari del descobriment del Nen de Taung. Va morir el 1988 als 95 anys.

## Llegat
L'afirmació de Dart que identificava l'Australopithecus africanus amb la baula perduda fou rebutjada immediatament per les autoritats de l'època, actitud que no va variar fins que Robert Broom, el 1936, descobrís algunes restes d'homínids primitius al Transvaal i Richard Leakey fes els seus descobriments. Segons estudis recents, aquesta espècie extinta del gènere Australopithecus va viure fa uns 3,3-2,1 milions d'anys, tot i que encara es debat si l'Australopithecus africanus va ésser realment un antecessor directe dels humans actuals o si, més aviat, es tracta d'una branca evolutiva fracassada provinent d'un ancestre comú molt més primitiu.
Raymond Dart fou el mentor de Phillip Vallentine Tobias, el qual va continuar amb el seu treball en l'estudi d'Àfrica com a bressol de la Humanitat. L'Institut per a l'Estudi de l'home a Àfrica fou fundat a la Universitat de Witwatersrand en honor seu.